# Lijst van staten met beperkte erkenning

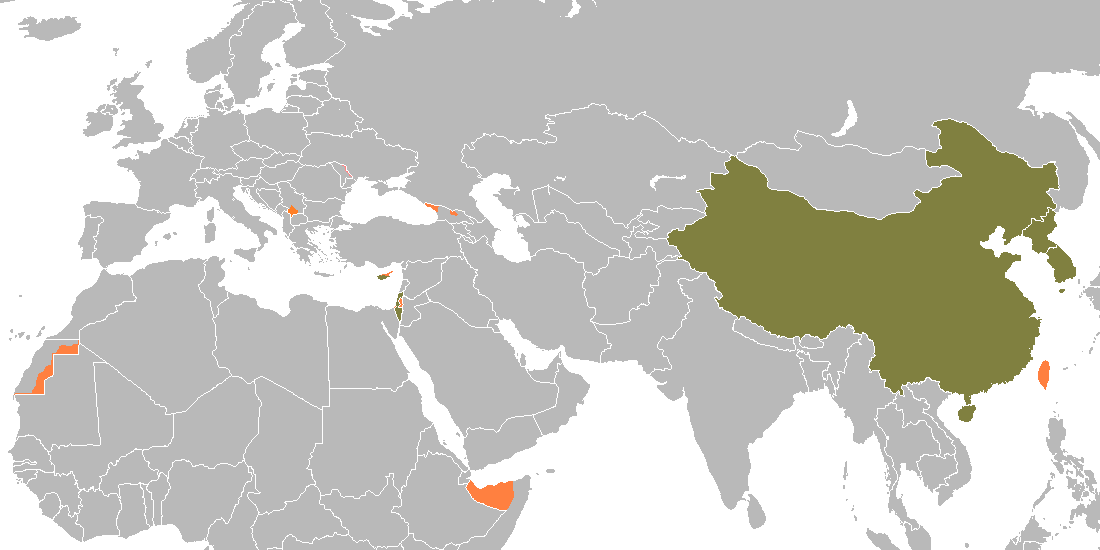
Geen internationale erkenning
Beperkte erkenning
Erkend door de meeste landen
Gebieden waarvan de status betwist wordt,
met een regering die beperkt erkend wordt

Hieronder volgt een lijst van niet-unaniem erkende staten.
De criteria voor opname zijn dat een overheid de soevereiniteit claimt, de erkenning van ten minste één VN-lidstaat mist en ofwel:
- voldoen aan de declaratieve theorie van de soevereiniteit, of
- worden erkend als een staat door ten minste één VN-lidstaat.

## Uitleg
- Er zijn diverse gebieden die internationaal niet als staat erkend zijn, maar die de facto zelfstandige staten zijn. De meeste van dit soort gebieden zijn delen van een land, waar een etnische minderheid van het moederland de meerderheid vormt en die zich van dat moederland heeft afgescheiden.
- Micronaties, zoals Sealand en Hutt River, zijn ook niet-erkende landen die onafhankelijkheid claimen en soms de facto ook bezitten. Micronaties worden internationaal echter niet serieus genomen en zijn daarom niet opgenomen in onderstaande lijst. Zie daarvoor de lijst van micronaties.

## Leden van de Verenigde Naties die door enkele andere VN-leden niet erkend worden
- Armenië niet erkend door Pakistan.
- Volksrepubliek China niet erkend door Vaticaanstad en de 12 VN-leden die de Republiek China (Taiwan) erkennen, te weten Eswatini (Swaziland), Paraguay, Haïti, Guatemala, Belize, drie eilandstaten in de Caraïben (Saint Kitts en Nevis, Saint Lucia en Saint Vincent en de Grenadines) en vier eilandstaten in de Grote Oceaan (Marshalleilanden, Nauru, Palau en Tuvalu).[1][2]
- Cyprus niet erkend door Turkije.
- Israël niet erkend door Afghanistan,[3] Algerije, Bangladesh,[4] Brunei, Comoren, Cuba,[5] Djibouti, Indonesië, Irak,[6] Iran,[7] Jemen, Koeweit,[8] Libanon, Libië,[9] Maleisië, Noord-Korea,[10] Oman,[11] Pakistan, Qatar, Saudi-Arabië, Somalië, Syrië en Tunesië.[12][13]
- Noord-Korea niet erkend door Zuid-Korea, Japan en Frankrijk.[14][15][16]
- Zuid-Korea niet erkend door Noord-Korea.

## Leden van de Verenigde Naties die ooit niet erkend werden door andere VN-leden
- Mauritanië niet erkend door Marokko (1960-1969).[17]
- Verenigde Arabische Emiraten niet erkend door Saoedi-Arabië (1971-1974)[18]
- Koeweit niet erkend door Irak (1990-1994).

## Deels erkende landen met in de praktijk controle over hun territorium

Staten die de onafhankelijkheid van Abchazië en Zuid-Ossetië formeel erkennen.

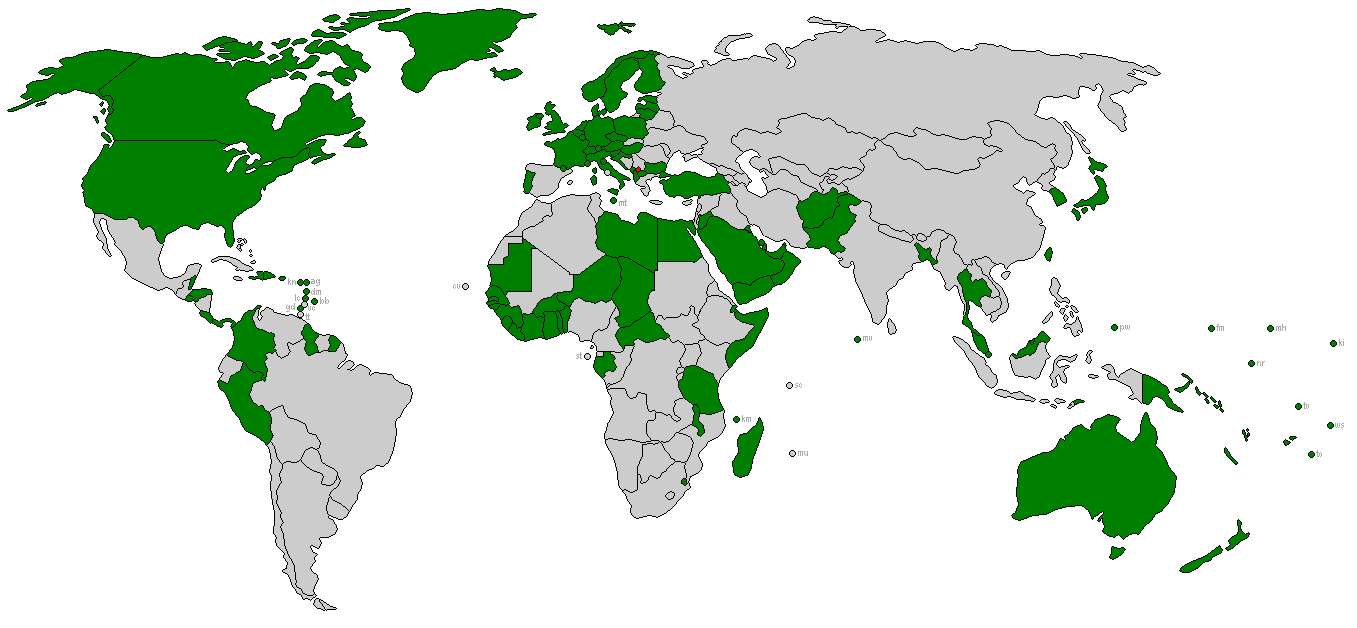
Staten die de onafhankelijkheid van Kosovo formeel erkennen.

Relaties van landen met
Taiwan
Erkenning en diplomatieke betrekkingen
Geen erkenning, wel dipl. vertegenwoordiging
Geen betrekkingen

- Abchazië in het noordwesten van Georgië is een de facto functionerende staat, die zichzelf heeft uitgeroepen en erkend wordt door Rusland, Nicaragua, Venezuela, Nauru en Syrië.[19] Het werd ook ooit erkend door Tuvalu en Vanuatu, maar deze landen hebben hun erkenning ingetrokken. Abchazië ligt tussen de Kaukasus en de Zwarte Zee. Na de bezetting van het onafhankelijke Georgië door Sovjet-Russische troepen in 1921 was Abchazië korte tijd gescheiden van Georgië. Binnen de Sovjet-Unie was Abchazië als de Abchazische Autonome Socialistische Sovjetrepubliek (ASSR) deel van de Georgische Socialistische Sovjetrepubliek. In 1992 werd een verklaring van onafhankelijkheid aangenomen, hetgeen tot een oorlog leidde die tot 1993 duurde. Sindsdien is Abchazië buiten de controle van Georgië en wordt het feitelijk door Rusland gecontroleerd dat een grote militaire bezettingsmacht in het gebied heeft. In 1999 verklaarde het zich officieel onafhankelijk. Abchazië gebruikt naast de Russische roebel een eigen munteenheid, de Abchazische apsar.

- Kosovo functioneerde na de Kosovo-oorlog onder de UNMIK in de periode 1999 tot 2008 de facto onafhankelijk van Servië, op basis van resolutie 1244 van de VN-Veiligheidsraad. De jure is Kosovo een autonome Servische provincie. Op 17 februari 2008 riep het parlement van Kosovo eenzijdig de onafhankelijkheid uit. Deze wordt door 108 van de 193 lidstaten van de VN erkend, waaronder Nederland, België en de meeste andere lidstaten van de Europese Unie en de Noord-Atlantische Verdragsorganisatie. Veel andere landen, zoals het vroegere moederland Servië, Rusland, China, Spanje, India, Brazilië, Marokko, Mexico, Kazachstan en Iran, erkennen de onafhankelijkheid echter niet en beschouwen het nog altijd als een onderdeel van Servië. Kosovo is lid van de Centraal-Europese Vrijhandelsassociatie.
- Noord-Cyprus, officieel de Turkse Republiek Noord-Cyprus is het feitelijk onafhankelijke noordelijke deel van het eiland Cyprus die in 1975 door Turks-Cyprioten uitgeroepen werd als de Turkse Federale Staat Cyprus, na de Grieks-Cypriotische staatsgreep en de daaropvolgende bezetting van noord-Cyprus door Turkije in 1974. In 1983 riep het niet erkende noord-Cypriotische parlement de onafhankelijkheid van de 'Turkse Republiek Noord-Cyprus' uit. Deze zelfverklaarde staat wordt alleen door Turkije erkend. Een onder Kofi Annan uitgewerkt VN-voorstel om beide Cypriotische staten bij elkaar te brengen in een confederale staat werd door Turks-Cyprioten aanvaard, maar door de Grieks-Cyprioten bij een referendum in 2004 afgewezen.

- Taiwan (Republiek China) bestaat sinds de nederlaag in de Chinese Burgeroorlog in 1949 uit Taiwan en enkele kleine nabijgelegen eilanden. Door resolutie 2758 van de Algemene vergadering van de Verenigde Naties van 25 oktober 1971 verloor het zijn zetel in de VN en een groot deel van de internationale erkenning. De Volksrepubliek China nam de zetel in de VN over. Anno 2023 wordt de Republiek China slechts door twaalf landen officieel erkend (elf VN-leden en Vaticaanstad). China zet regelmatig landen onder druk om die erkenning in te trekken.[20][21] Dit gebeurde in de periode 2016 - 2023 negen keer.[22] Taiwan onderhoudt echter met de meeste landen wel economische betrekkingen. Daarnaast hebben veel landen die Taiwan formeel niet erkennen wel een diplomatieke vertegenwoordiging met de de facto functie van een ambassade of consulaat. Ook Nederland heeft een vertegenwoordiging in Taiwan.[23] Taiwan heeft een eigen munteenheid, de Taiwanese dollar en is lid van de Wereldhandelsorganisatie, APEC en Asian Development Bank. China beschouwt Taiwan als een "afvallige provincie" en als onderdeel van Groot-China.
- Zuid-Ossetië is een de facto republiek op Georgisch territorium. In april 1991 riep Georgië de onafhankelijkheid uit en verklaarde Zuid-Ossetië zichzelf in mei 1992 onafhankelijk van Georgië. Kort daarna werd een wapenstilstand overeengekomen in de burgeroorlog die sinds januari 1991 woedde. Het conflict laaide echter weer op in 2004, en opnieuw werd een wapenstilstand afgesloten. Na aanhoudende provocaties van Zuid-Osseetse zijde begon Georgië in de nacht van 7 op 8 augustus 2008 een militaire operatie om het centrale gezag over de regio te herstellen, waarna Russische troepen Georgië binnentrokken en de Georgische strijdkrachten terugdreef. Kort daarna werd de onafhankelijkheid van Zuid-Ossetië door Rusland erkend, gevolgd door Nicaragua (2008), Venezuela (2009), Nauru (2009) en Syrië (2018).[19] Zuid-Ossetië werd ook enige tijd erkend door Tuvalu, maar dat land trok later de erkenning in. Zuid-Ossetië streeft naar vereniging met Noord-Ossetië en opname in de Russische Federatie. Rusland heeft een grote militaire bezettingsmacht in het gebied.

## Deels erkende landen, grotendeels militair bezet

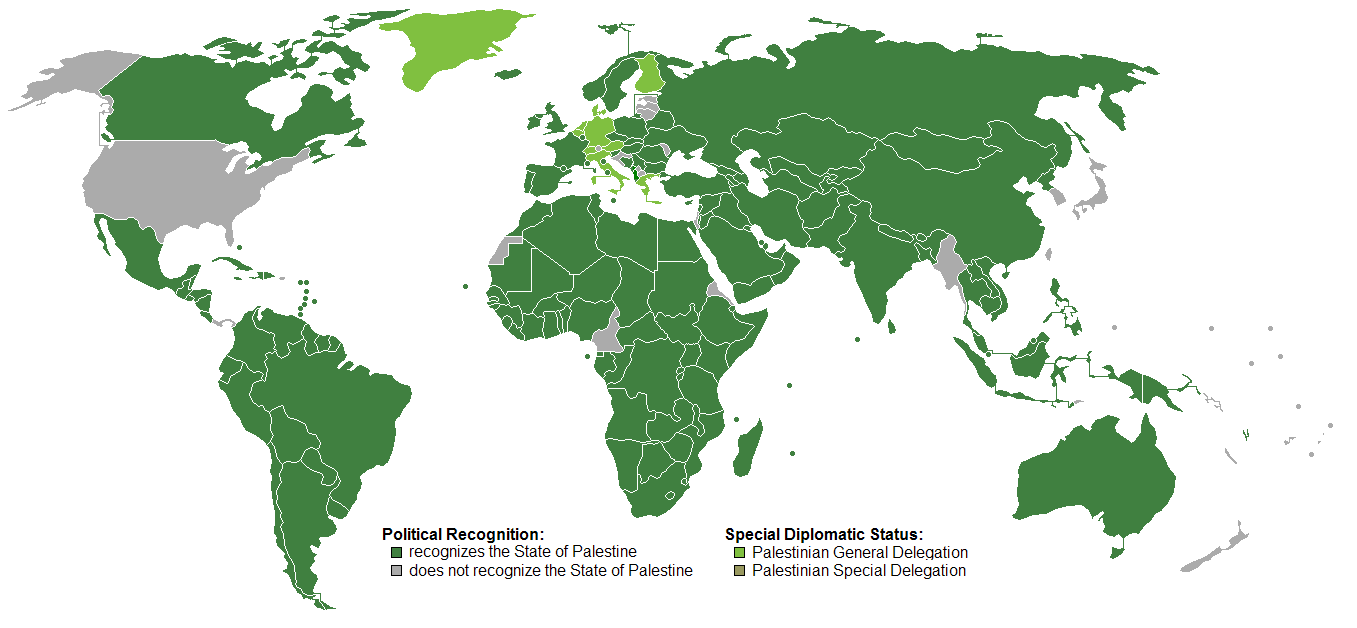
Erkenning van Palestina

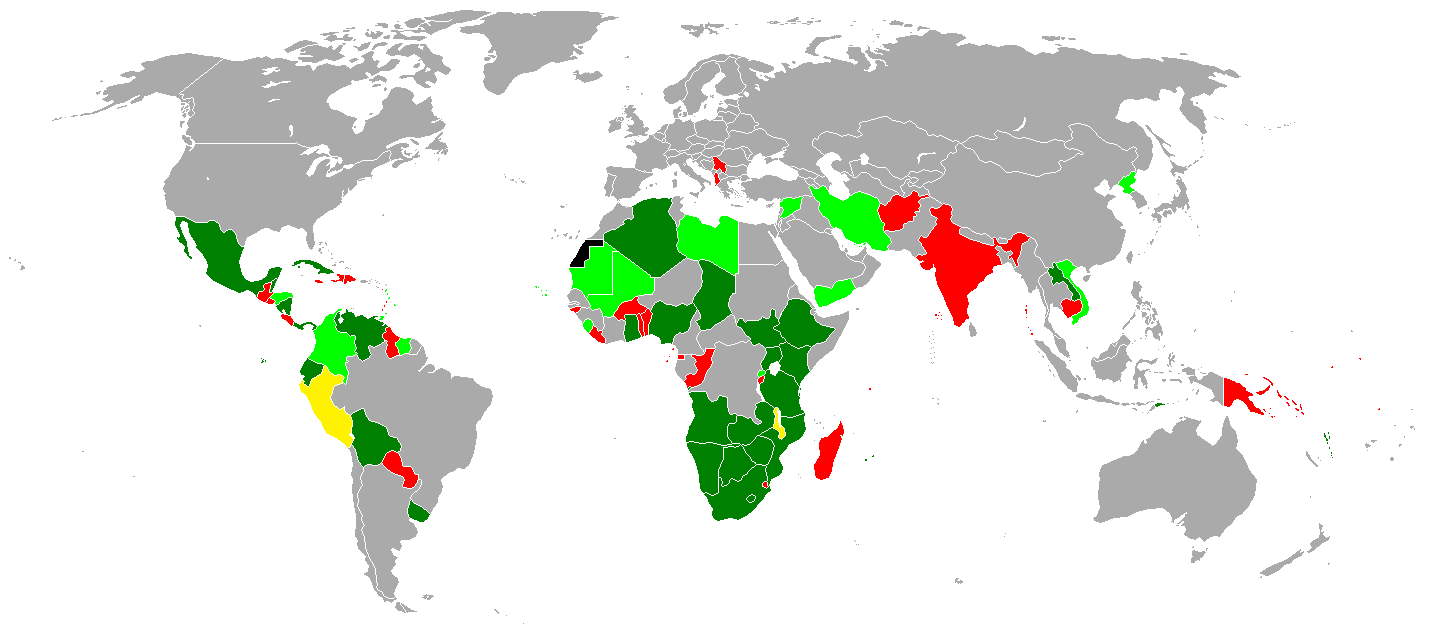
Erkenning van de Arabische Democratische Republiek Sahara.
Diplomatieke betrekkingen op ambassadeursniveau
Diplomatieke erkenning
Diplomatieke betrekkingen of erkenning bevroren of opgeschort
Diplomatieke betrekkingen of erkenning afgelast of ingetrokken

- Palestina werd in 1988 uitgeroepen en door de Arabische wereld erkend. De Palestijnse Autoriteit heeft slechts een gedeeltelijke controle over haar grondgebied, dat grotendeels door de staat Israël is bezet. De Palestijnse gebieden bestaan uit de Gazastrook, de Westelijke Jordaanoever en Oost-Jeruzalem die gezamenlijk Palestina vormen. Palestina wordt officieel erkend door ruim 130 landen, waaronder enkele EU-lidstaten. Israël, maar ook Nederland en België, erkennen Palestina niet. Het land werd in 2012 een waarnemend niet-lid van de Verenigde Naties.[24] Palestina is lid van de Arabische Liga, Organisatie voor Islamitische Samenwerking, Unie voor het Middellandse Zeegebied, Beweging van Niet-Gebonden Landen en UNESCO. In Palestina worden drie munteenheden naast elkaar gebruikt: de Israëlische sjekel, de Egyptisch pond en de Jordaanse dinar.

- Sahrawi Arabische Democratische Republiek (SADR) of ook wel Westelijke Sahara is sinds de terugtrekking van Spanje uit de Spaanse Sahara in 1976 een gebied dat grotendeels door Marokko werd bezet en een klein deel door Mauritanië dat zich later terugtrok. Marokko claimt de hele Westelijke Sahara als onderdeel van Groot-Marokko. De onafhankelijkheidsbeweging Polisario, gesteund door Algerije, voert een onafhankelijkheidsstrijd tegen eerst Spanje en later Marokko en controleert slechts een klein deel van de Westelijke Sahara. Marokko stelde in 2007 om de Westelijke Sahara tot autonome regio te maken maar werd door de Polisario verworpen. De SADR wordt anno 2015 door 45 VN-leden erkend, is lid van de Afrikaanse Unie en maakt deel uit van de Hispanidad. Daarnaast zijn er nog 39 VN-leden die de erkenning hebben ingetrokken of opgeschort. In het door ADRS gecontroleerde deel van de Westelijke Sahara is de Saharawi peseta de officiële munteenheid. In het door Marokko gecontroleerde deel van de Westelijke Sahara is de Marokkaanse dirham de officiële munteenheid.

## Niet-erkende landen met in de praktijk controle over hun territorium
- Somaliland is het noordwestelijke deel van Somalië. In mei 1991 riepen stammen in het noorden van Somalië de onafhankelijke republiek Somaliland uit, die tegenwoordig vijf van de achttien districten van Somalië omvat. Het gebied komt overeen met het vroegere Brits-Somaliland. Somaliland heeft een eigen munteenheid, de Somalilandse shilling.
- Transnistrië is het gedeelte van Moldavië dat aan de oostkant van de rivier de Dnjestr ligt. Het riep zichzelf in 1990 uit als staat en wordt door geen enkel ander land erkend. Transnistrië heeft een Slavische bevolking, in tegenstelling tot de rest van Moldavië, waar de meerderheid Moldavisch is. De onafhankelijkheid wordt door geen enkel VN-lid erkend, maar wel door de deels erkende staten Abchazië en Zuid-Ossetië. Transnistrië heeft een eigen munteenheid, de Transnistrische roebel.

## Niet-erkende landen met in de praktijk geen controle over hun territorium
- Republiek Artsach (Nagorno-Karabach) was van 1991 tot 2023 een de facto staat gelegen in Azerbeidzjan, als opvolger van de Nagorno-Karabachse Autonome Oblast. Het gebied werd in meerderheid bewoond door Armeniërs maar werd internationaal als deel van Azerbeidzjan gezien. De onafhankelijkheid werd door geen enkel VN-lid erkend, maar wel door de deels erkende staten Abchazië en Zuid-Ossetië, waarmee Nagorno-Karabach actief was in de 'Gemeenschap voor democratie en rechten van staten'. Als gevolg van de aanval op Nagorno-Karabach in 2023 verloor de republiek de controle over haar territorium aan Azerbeidzjan. De republiek kondigde op 28 september 2023 haar formele ontbinding aan, maar stelde drie maanden later dat hier geen opvolging aan werd gegeven.[25]
- Het Catalaanse parlement stemde op 27 oktober 2017 in met het verklaren van de onafhankelijkheid. Dit gebeurde nadat 92% van de stemmers in het Catalaans onafhankelijkheidsreferendum van 1 oktober 2017 met afscheiding van Spanje instemde, bij een opkomst van 42%. Slechts een halfuur na de motie voor de onafhankelijkheid stelde de Spaanse regering artikel 155 in werking, die de autonomie van de regio tijdelijk opschortte. De Spaanse regering ontbond het Catalaanse parlement en kondigde verkiezingen af voor december 2017. In juni 2018 werd de autonomie hersteld nadat de nieuwe Catalaanse president Quim Torra zijn kabinet benoemd had.[26]
- De Tsjetsjeense Republiek Itsjkerië verkreeg zijn feitelijke onafhankelijkheid na het uiteenvallen van de Sovjet-Unie en een bloedige onafhankelijkheidsoorlog tegen Rusland. De republiek hield stand van 1991-1999 en werd erkend door Afghanistan. Door de Tweede Tsjetsjeense Oorlog kwam het territorium van Itsjkerië in 2000 weer onder Russische controle en werd het gebied een Russische autonome deelrepubliek onder de naam Tsjetsjenië.
- Oost-Turkestan (ook wel Oeigoerië of Chinees-Turkestan genoemd) was een onafhankelijke staat tussen 1933-1934 en 1944-1949 en werd in 1949 geannexeerd door het nieuwe communistische bewind van China en heet sindsdien Xinjiang. Tegenwoordig is Xinjiang een autonome regio in China.
- Tatarije of ook Tatarstan was een republiek van 1990 tot 1994 waarna het vreedzaam onderdeel ging uitmaken van Rusland.
- Tibet was een onafhankelijke staat tussen 1912 en 1950. Sinds de Chinese invasie van Tibet is de Tibetaanse regering in ballingschap in India. Tegenwoordig is Tibet een autonome regio in China.
- De Republiek der Zuid-Molukken Republik Maluku Selatan (RMS) was een in 1950 op Ambon uitgeroepen staat. Deze republiek bevindt zich in het huidige Indonesië.